# Kostel svatého Jana Křtitele (Holohlavy)
Kostel svatého Jana Křtitele je římskokatolický farní kostel v Holohlavech. Je farním kostelem farnosti – děkanství Holohlavy. Je chráněn jako kulturní památka České republiky.

## Historie
Existence kostela je doložena roku 1357. Původně gotická budova byla do současné renesanční podoby přestavěna v roce 1584, barokní průčelí a brána na hřbitov byly vybudovány v polovině 18. století. Ve zdech kostela jsou zazděny náhrobníky z let 1700–1824. Na bráně bývalé hřbitovní zdi je umístěna socha Bolestné Matky Páně. Oprava věže kostela proběhla v letech 2009–2011.

## Interiér
Z vnitřního vybavení kostela je nejvýznamnější cínová křtitelnice z roku 1552 a oltářní obraz Křest v Jordáně od Josefa Hellicha z roku 1844.

## Okolí kostela
Na jihozápadě sousedí s kostelem památkově chráněná budova bývalého špitálu a na západ od kostela se nachází také památkově chráněná budova děkanství.

## Bohoslužby
Bohoslužby se konají v neděli v 8.00, ve středu v 9.00, v pátek v 17.00 a první sobotu v měsíci v 9.00.

## Fotogalerie

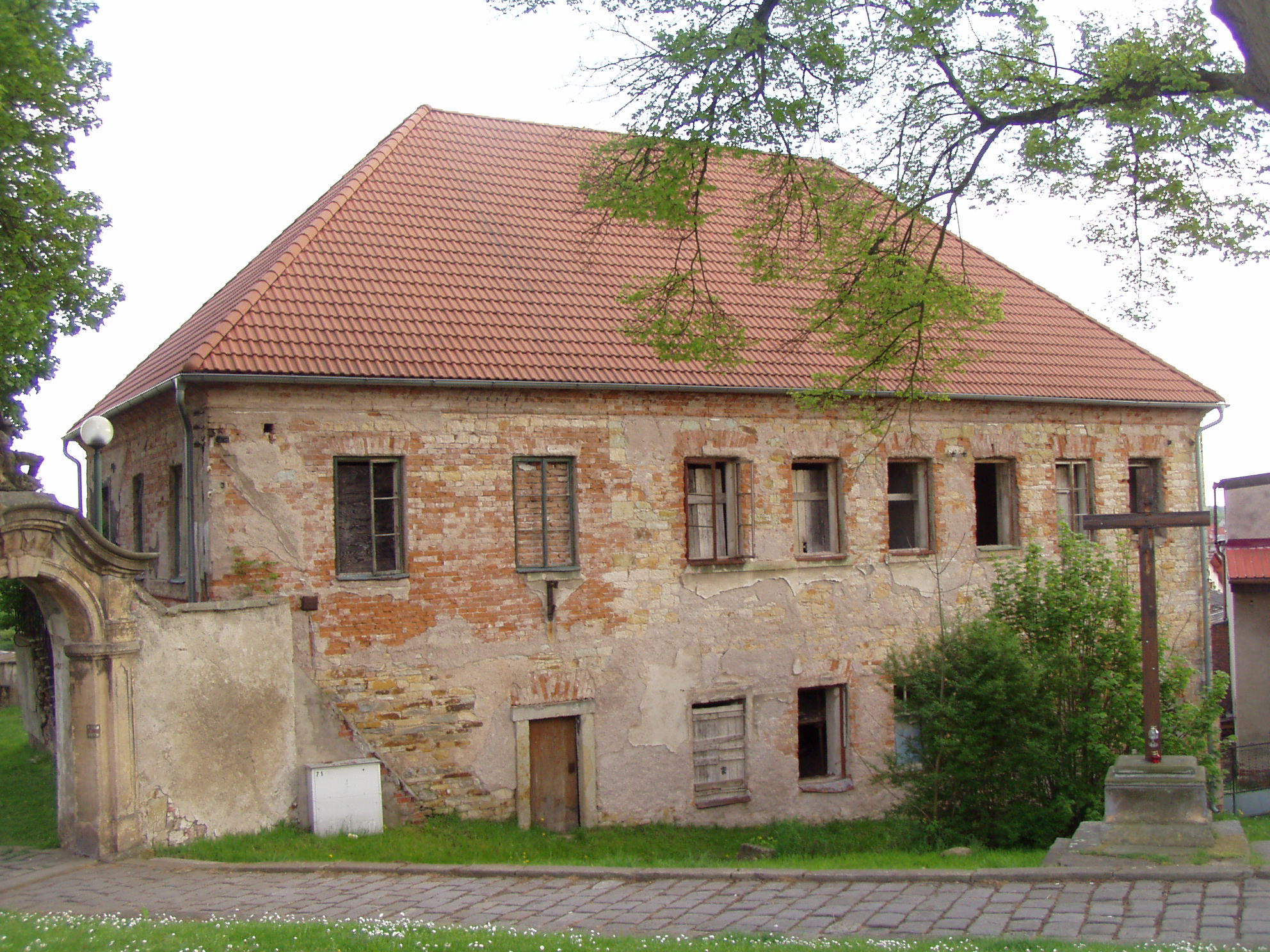
Špitál
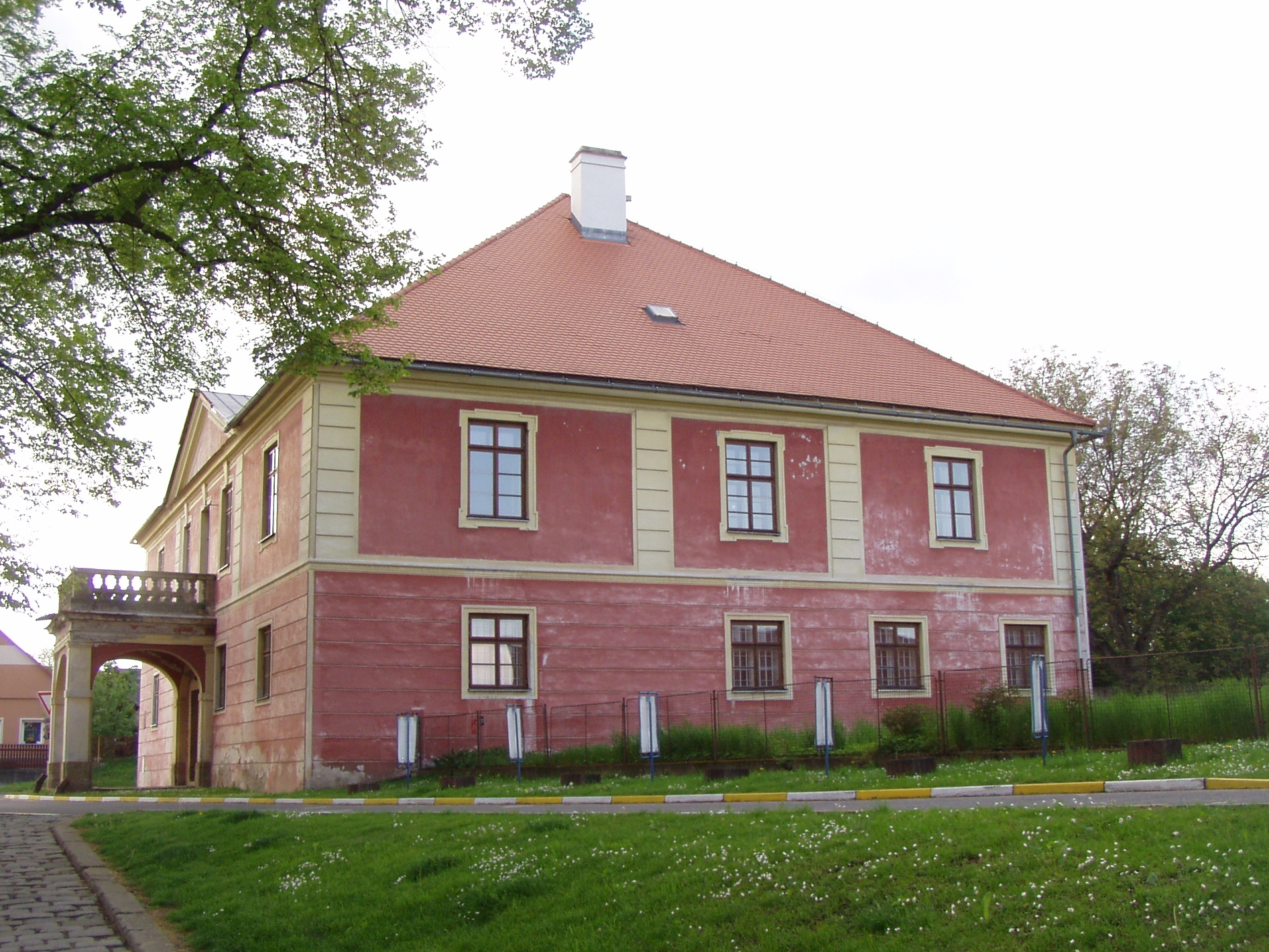
Fara
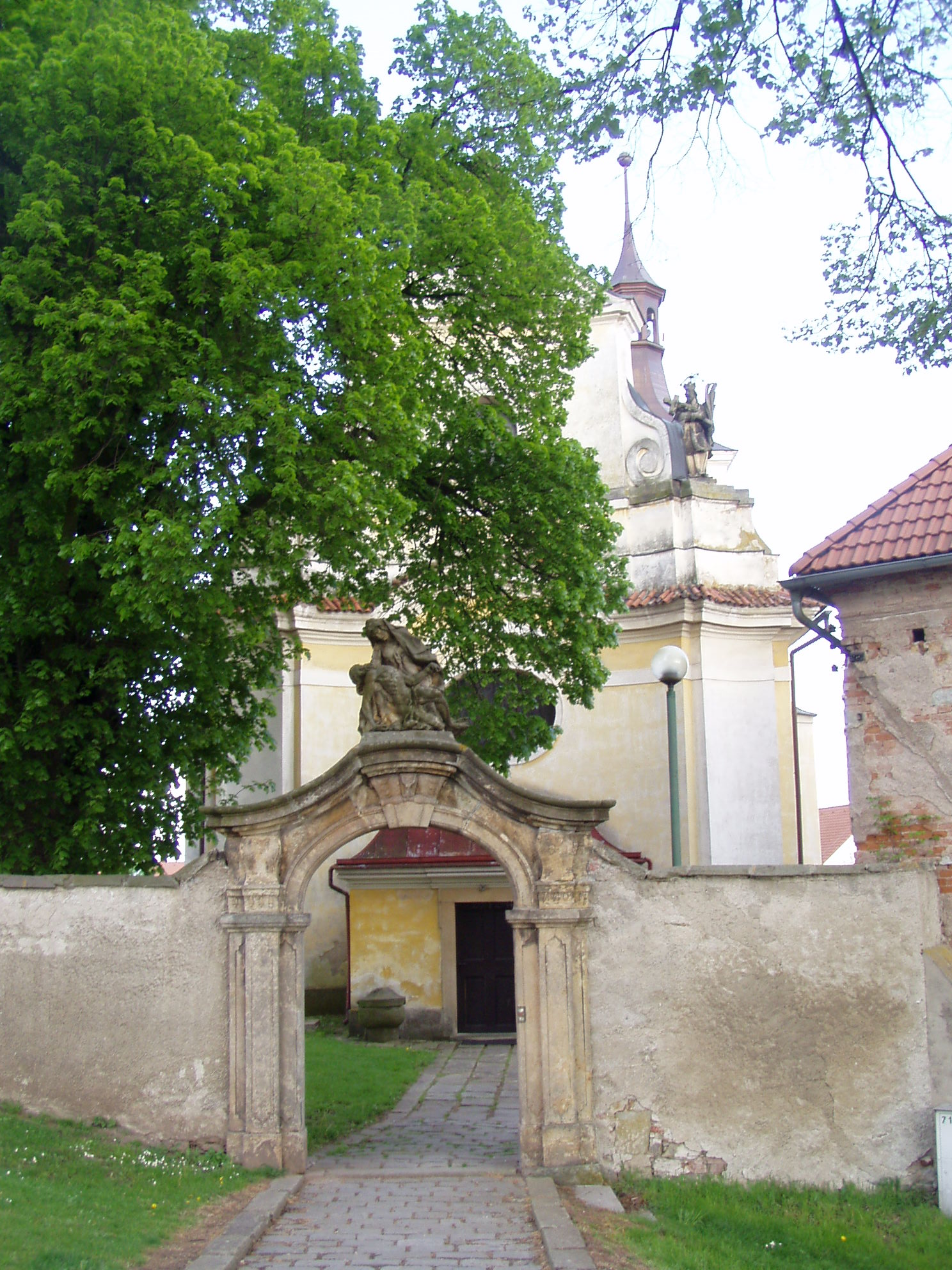
Brána se sochou Bolestné Matky Páně